# Ольхова, Надежда Александровна
Надежда Александровна Ольхова (в девичестве — Баранова, по первому мужу — Шуваева; род. 9 сентября 1952, Барнаул) — советская баскетболистка. Заслуженный мастер спорта СССР (1976).
Окончила Казахский университет им. С. М. Кирова.

## Биография
Воспитанница барнаульского баскетбола. Первый тренер — Виктор Иванович Коляда.
Училась в гимназии № 40 г. Барнаула. В 16 лет переехала в Казахстан. Играла за «Университет» (Алма-Ата). Выступала за сборную СССР на чемпионатах мира, Европы, Олимпийских играх.
Работала государственным тренером Казахстана по баскетболу, затем генеральным секретарем Национального олимпийского комитета Казахстана.
С 1994 года живёт в Киеве.

## Достижения
- Чемпионка ОИ 1976, 1980
- Чемпионка мира 1975, 1983
- Чемпионка Европы 1974, 1976, 1978, 1980, 1981, 1983
- Чемпионка Универсиад 1973, 1977
- Награждена орденами Дружбы народов и «Знак Почета», медалью «За трудовую доблесть» (1985)

## Источник
- Генкин З. А. Баскетбол: Справочник / Авт.-сост. З. А. Генкин, Е. Р. Яхонтов. — М.: Физкультура и спорт, 1983. — 224с.